# Субагио Састровардойо
Суба́гио Састровардо́йо (индон. Subagio Sastrowardojo; 1 февраля 1929, Мадиун — 18 июля 1995, Джакарта) — индонезийский поэт, педагог.

## Краткая биография
Окончил Университет Гаджа Мада (1958) и Йельский университет (1963). В 1958—1961 гг. — преподаватель гуманитарного факультета Университета Гаджа Мада, в 1966—1971 — командно-штабного колледжа сухопутных сил ВС Индонезии в Бандунге. В 1971—1981 преподавал индонезийский язык в вузах Австралии. В 1982—1984 — член Совета искусств Джакарты. Несколько лет возглавлял издательство «Балей Пустака». В 1987 выступил одним из создателей фонда «Лонтар», который ставил своей целью продвижение индонезийской литературы на международную арену через переводы на иностранные языки.

## Творчество
Дебютный сборник стихов «Симфония» (1957). Последующие сборники: «Пограничный район» (1970) «Крончонг Мотингго» (1975), «Дневник» (1979), «Хари и Хара» (1982), «Смерть всё ближе» (1995). Для его творчества, испытавшего влияние экзистенциалистской философии, характерны преобладание интеллектуального начала над эмоциональным, широта тематики, резкость тона, порой сочетающаяся с подлинной гуманностью. В его стихах есть критика колониального гнета, империалистических войн, социального неравенства, протест против бездуховности современного общества. Однако все это закодировано сложной символикой, оценить которую в силах лишь узкий специалист, изучающий яванскую философию. Произведения поэта переведены на английский, немецкий, русский, французский, японский языки.

## Награды и премии
- Первая премия журнала «Кисах» (1955)
- Премия журнала «Хорисон» (1966/1967)
- Премия искусства правительства Индонезии (1973)
- Литератуоная премия Совета искусств Джакарты (1983)
- Литературная премия Юго-Восточной Азии (1991)

## Основные публикации
- Simfoni (Симфония). Yogyakarta, 1957
- Daerah Perbatasan (Пограничный район). Jakarta, 1970
- Keroncong Motinggo (Крончонг Мотингго). 1975
- Buku Harian (Дневник). Jakarta: Budaya, 1979
- Hari dan Hara. (Хари и Хара). Jakarta:: Balai Pustaka, 1982
- Simfoni Dua (Симфония 2). Jakarta: Balai Pustaka, 1990
- Dan Kematian Makin Akrab (Смерть всё ближе). Jakarta: Grasindo 1995

## Переводы стихов поэта на русский язык
- Субагио Састровардойо. Молитва на поле боя. Али-Баба. Красный цвет. Перевод В. Корчагина; И Адам спустился с небес… Слова. Генезис творчества. Городской пейзаж. Хвала утру. Перевод В. В. Сикорского[5].
- Субагио Састровардойо. Молитва на поле боя. Перевод А. К. Оглоблина[6].